# 費宏
費宏（1468年—1535年），字子充，號健齋，又號鵝湖，晚號湖東野老，江西鉛山縣横林（今河口鎮柴家村）人，祖籍湖廣永興（今湖北陽新），明朝政治人物、狀元。

## 生平
成化十六年（1480年）中廣信府童子試文元。成化十九年（1483年）中江西鄉試舉人。成化二十三年（1487年）登丁未科狀元，年僅十九歲，為翰林院修撰，成為明代最年輕的狀元翰林，八月，參修《憲宗實錄》，进左贊善，直講東宮，進左諭德。明武宗继位后，升为太常寺少卿，兼翰林院侍讀，参与修撰《孝宗实录》，充日講官。正德二年（1507年）升爲禮部右侍郎，后轉為左侍郎。正德五年（1510年）為禮部尚書，次年兼文淵閣大學士，參預機務，官至太子太保、武英殿大學士，進為戶部尚書。
寧王朱宸濠蓄意謀反，對費宏“以綵幣珍玩”相饋贈，費宏拒絕，道：“聞寧王輦金入京，謀复護衛，若聽他所為，我江西人必無噍類，我在閣一日，必不允行。”遭攻訐，被迫辭歸。明世宗即位后，重新起用，加少保，進入內閣，與楊廷和、蔣冕、毛紀等一同輔政、幫助革除武宗弊政。楊廷和辭職后，費宏擔任首辅，加少师兼太子太师、吏部尚书、谨身殿大学士。大禮議中，其为张璁、桂萼所陷害，嘉靖六年（1527年）二次致仕。嘉靖十四年（1535年）再度复官，世宗赐“旧辅元臣”银章。不久即卒，贈太保，諡文憲。著有《费文宪集选要》等。

## 家族
鉛山費氏在明代人才輩出。曾祖費榮祖、祖父費應麒、贈工部主事、父費璠、母余氏。重庆下。
費宏伯父費瑄，成化十一年（1475年）登乙未科進士，弘治年間擔任兵部員外郎，官至貴州參議。費宏從弟費寀正德六年（1511年）登辛未科進士，以進士任贊善，從子費懋中為正德十六年（1521年）辛巳科探花，授編修，而長子費懋賢也於嘉靖五年（1526年）登丙戌科進士，改庶吉士。一時之間，父子兄弟並列宮禁，被傳為佳話。

## 延伸阅读
[在维基数据编辑]
 在维基文库阅读此作者作品
 《國朝獻徵錄·卷之十五》，出自焦竑《國朝獻徵錄》
 《明史卷一百九十三》，出自《明史》